# Liste de personnalités nées en Anjou

Carte de l'Anjou historique

Cet article est une présentation chronologique des personnages et personnalités célèbres nés dans les limites de l'Anjou historique. 

## Présentation générale
Les limites de l'Anjou historique vont au-delà de celles du département actuel du Maine-et-Loire et incluent les territoires de la Mayenne angevine ou Sud-Mayenne (Château-Gontier et Craon), le Maine angevin, partie du département de la Sarthe autrefois angevin (La Flèche et Le Lude), la Touraine angevine, partie occidentale de l'Indre-et-Loire avec (Bourgueil et Château-la-Vallière), le nord du département de la Vienne (Loudun et Mirebeau) ainsi que la frange du département des Deux-Sèvres le long du Maine-et-Loire et la commune de La Boissière-du-Doré en Loire-Atlantique.

## Moyen Âge
- Comtes et ducs d'Anjou

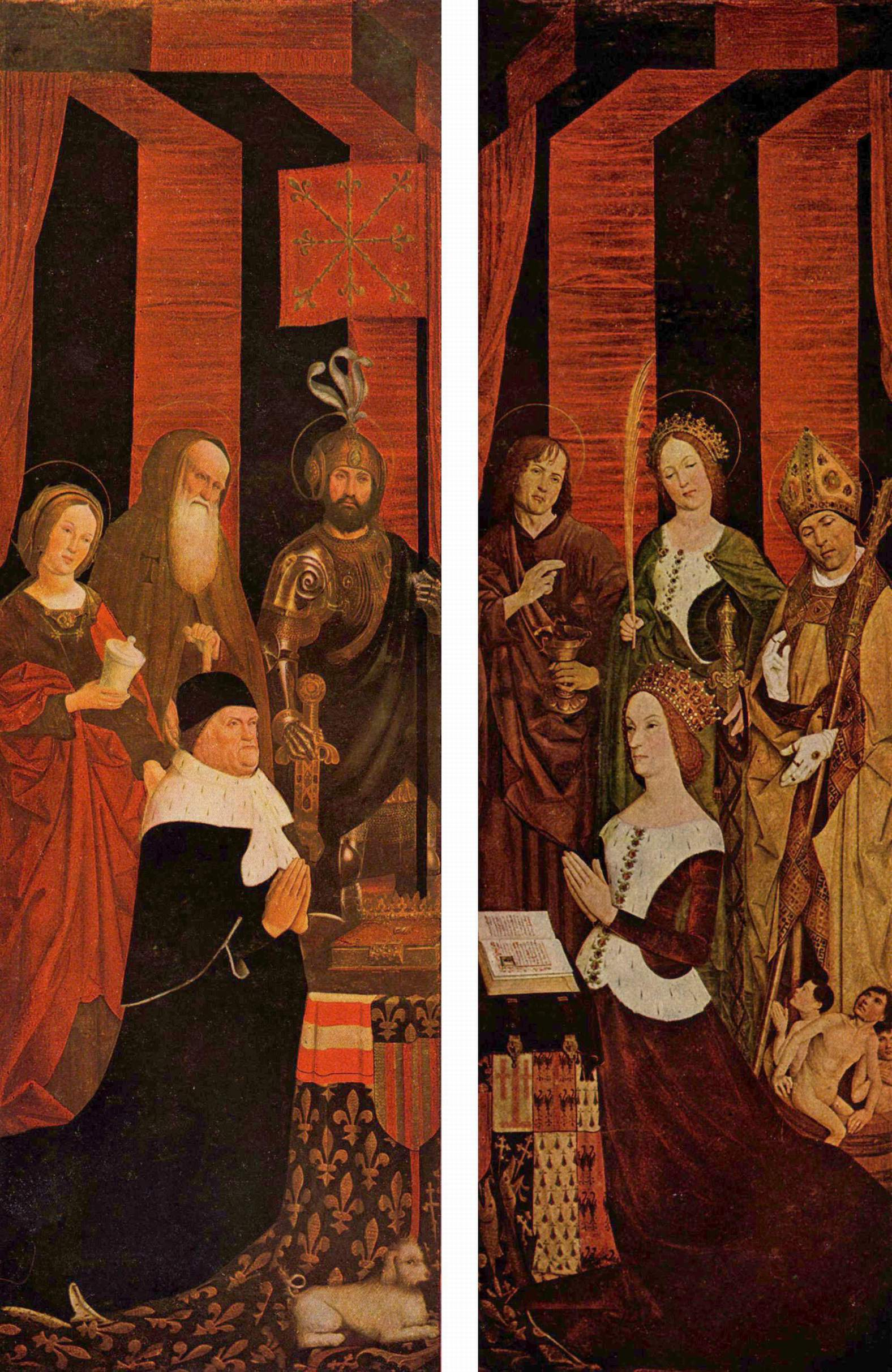
Le bon roi René et sa femme Jeanne de Laval

- Maison Ingelger, vicomtes d'Angers
- La dynastie des Plantagenêt
- Famille Cossé-Brissac.
- Famille de Craon, ancienne famille de France, connue dès le XIe siècle.
- Adélaïde d'Anjou (947/950-1026), épouse de Louis V, reine des Francs
- Foulques III dit Foulque Nerra (965/970-1040), Comte d'Anjou.
- Foulque V d'Anjou dit le Jeune (1091-1143/1144), Comte d'Anjou et de Tours, Comte du Maine, Roi de Jérusalem.
- Geoffroy V d'Anjou dit le Bel ou Plantagenêt (1113–1151), Comte d'Anjou et du Maine, Duc de Normandie.
- Guillaume des Roches (1155/1160-1222), Seigneur de Longué, de Château-du-Loir et de Sablé, Sénéchal d'Anjou, du Maine et de Touraine.
- Geoffroy de La Tour-Landry (1330-1402/1406), Chevalier et écrivain.
- Marie d'Anjou (1404-1463), Reine de France, fille de Louis II d'Anjou et femme de Charles VII.
- René Ier (dit le Bon roi René) (1409-1480), duc d'Anjou, de Lorraine et de Bar, Comte de Provence, Roi de Naples, de Sicile et de Jérusalem.
- Jean Bourré (1424-1516), Trésorier de France sous Louis XI et Charles VIII, édificateur du Château du Plessis-Bourré ainsi que des églises de Béhuard et du Puy-Notre-Dame.

## Renaissance

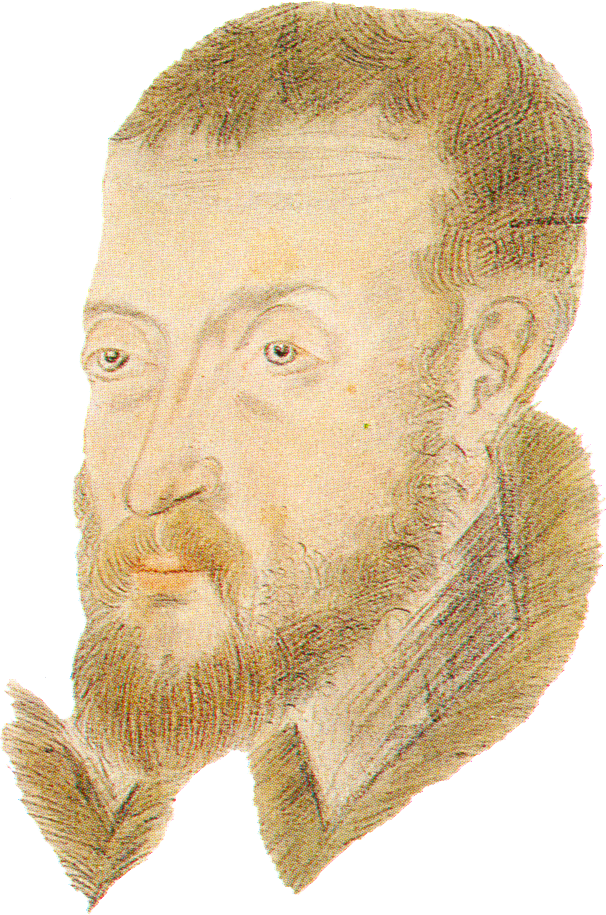
Joachim du Bellay

- Pierre de Pincé (1455-1511), noble angevin, Maître d'hôtel du Roi, maire d'Angers et poète.
- Mathurin de Pincé (1461-?), Seigneur des Essarts et de Pincé, bailli de Château-Gontier, maire d'Angers.
- Guillaume Poyet (1473-1548), magistrat et avocat, Chancelier de France.
- Jean de Pincé (1480-1538) Lieutenant criminel du Sénéchal d’Anjou et maire d'Angers.
- René Ayrault, (1503-1561), avocat, Procureur du roi et maire d'Angers pendant la Renaissance.
- Christophe de Pincé, (1507-?), Lieutenant criminel du Sénéchal d'Anjou, Sénéchal et maire d'Angers.
- François Vieilleville de Scépeaux (1509-1571), comte de Durtal, Maréchal de France.
- René Benoist (1521-1608), théologien, confesseur d'Henri IV.
- Joachim du Bellay (1522-1560), écrivain et poète renommé.
- Jean Bodin (1529-1596), juriste, économiste, philosophe, conseiller politique. Il est l'inventeur du concept de souveraineté de l'État.
- Pierre de La Primaudaye dit la Barrée (1546-1620), écrivain.
- François Le Proust du Ronday, (1548-1615), jurisconsulte et historien, auteur de De la Ville et chasteau de Loudun, du pays de Loudunois et des habitans de la ville et du pays.
- Julien Peleus dit Julien Pilieu (1550-1625), avocat, historien, écrivain et poète français.
- Jacques Bruneau de Tartifume, (1574-1636), chroniqueur, écrivain, dessinateur, avocat et président du présidial d'Angers.
- Théophraste Renaudot (1586-1653), inventeur de la presse écrite française, médecin, journaliste, philanthrope.
- Hercule de Charnacé (1588-1637), militaire et diplomate, conseiller d'État et diplomate français, gouverneur de Clermont-en-Argonne, baron de Charnacé, seigneur de Gastines et du Plessis.
- Jean Tarin (1590-1666), Sieur de Montbertault, érudit et ecclésiastique, recteur de l'Université de Paris et historiographe du roi.
- Moïse Amyraut, (1596-1664), théologien protestant français, il occupa une place importante dans l'histoire de la théologie réformée du XVIIe siècle.

## Ancien Régime et Révolution française

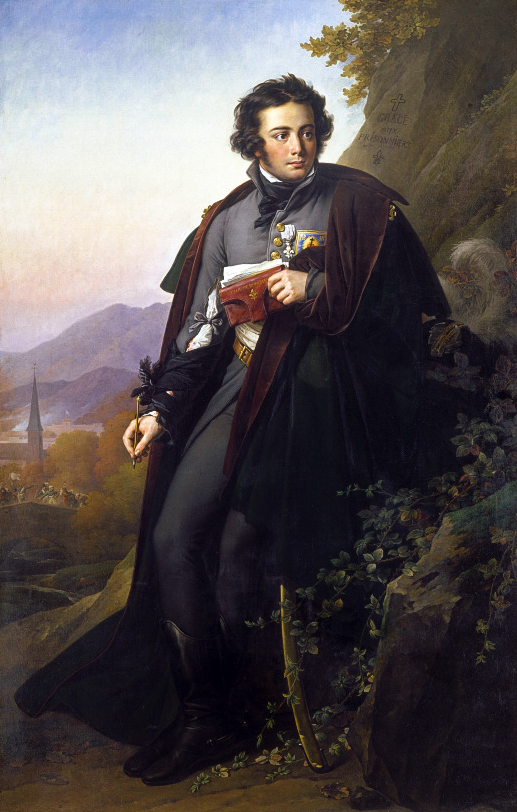
Charles Melchior Artus de Bonchamps

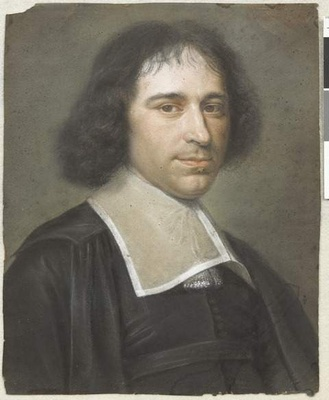
L'écrivain Gilles Ménage

- Marguerite Deshaies (1603-1674), religieuse et fondatrice de la communauté des Pénitentes à Angers.
- Marthe de la Beausse (1604-1676), fondatrice de l'Hôtel-Dieu de Baugé.
- François Legouz (1610-1668), sieur de la Boullaye, voyageur, ambassadeur auprès des Rois de Perse et des Indes.
- Marc Duncan (1612-1648), sieur de Cérisantes, aventurier, militaire et diplomate.
- Gilles Ménage (1613-1692), poète, grammairien et écrivain.
- Marie de Saint-Joseph (1616-1652), religieuse, évangélisatrice auprès des Hurons, des Algonquiens et des Iroquois.
- François Bernier, (1620-1688), philosophe épicurien et voyageur.
- Marie-Gabrielle Rousseau (1625-1714), religieuse, fondatrice de l'Hôpital général de Craon, fondatrice des communautés angevines "La Providence" puis "Filles de la Croix", conseillère de l’Évêque Henri Arnauld.
- François Raimbault (1641-1702), avocat, banquier et maire d'Angers.
- Jean Frain du Tremblay dit Jean Frain (1641-1724), seigneur du Tremblay, écrivain, directeur de l'académie des sciences, belles lettres et arts d'Angers.
- Anne Jallot (1665-1729), bienfaitrice, fondatrice de la congrégation des Sœurs de Saint-Charles d'Angers et l’École de Charité qui forme des jeunes sœurs à l'enseignement en zone rurale.
- Jeanne Delanoue (1666-1736), religieuse, fondatrice des Servantes des pauvres et reconnue Sainte par l'église catholique.
- René Robert des Marchais (1673-1753), seigneur des Marchais, universitaire, doyen et maire d'Angers.
- Henri-François des Herbiers, Marquis de l'Estenduère (1682-1750), Officier de marine et Commandeur de l'Ordre royal et militaire de Saint-Louis.
- Claude François du Verdier de la Sorinière (1702-1784), écrivain, directeur de l'académie des sciences, belles lettres et arts d'Angers.
- Pierre-Charles Tremolières (1703-1739), Peintre du Roi, 2nd grand prix de Rome 1726, Professeur à l'Académie royale de peinture et de sculpture.
- Gilles Blondé de Bagneux (1729-1800), maire de Saumur et député de la ville de Saumur à l'assemblée du tiers état en 1789.
- Hercule-Gilles de La Grandière (1736-1794), aristocrate et militaire, né à Grez-Neuville et guillotiné à Angers pendant la Révolution Française.
- Anne Hardouin de La Girouardière (1740-1827), bienfaitrice, fondatrice de l'Hôtel-Dieu de Baugé.
- Thomas-Marie-Gabriel Desmazières, (1743-1818), magistrat et Député de l'Anjou.
- Pierre Montault-Désilles (1751-1836), premier Préfet du département de Maine-et-Loire.
- François Bontemps (1753-1811), Baron d'Abaumont, Général de brigade, Baron d'Empire.
- Louis-Marie de La Révellière-Lépeaux (1753-1824), homme politique élu du Tiers état aux États généraux de 1789, il est député de l'Anjou à l'Assemblée constituante, administrateur du département de Maine-et-Loire. Il fut l'un des cinq premiers directeurs lors de la mise en place du Directoire.
- Joseph-Louis Proust (1754-1826), chimiste, pharmacien, membre de l'Académie des sciences et premier angevin à s'être élevé dans les airs (montgolfière).
- Charles Montault-Désilles (1755-1839), Évêque d'Angers.
- Pierre-Marie Delaunay (1755-1814), Homme politique, Chevalier de l'Empire, Conseiller Général du Maine-et-Loire, Président de la chambre de la cour impériale d'Angers.
- Jean-Baptiste Leclerc (1756-1826), Homme politique, Musicien, Député de l'Assemblée constituante de 1789, Président du Conseil des Cinq-Cents puis du Corps législatif (Consulat).
- Constantin François Chasseboeuf de la Giraudais dit Volney, (1757-1820), Comte Volney, philosophe et orientaliste français considéré comme le précurseur des ethnologues, anthropologues et sociologues du XXe siècle.
- Louis-Marie Aubert Du Petit-Thouars (1758-1831), botaniste français.
- Charles Melchior Artus de Bonchamps (1759-1793), Commandant des armées vendéennes pendant l'insurrection royaliste.
- Louis-François-Bertrand du Pont d'Aubevoye de Lauberdière (1759-1837), aide de camp du Comte de Rochambeau lors de la Guerre d'Amérique, Baron d'Empire (1808), Général de division (1814), Député du Maine-et-Loire.
- Aristide Aubert Du Petit-Thouars (1760-1798), Officier de marine français, Capitaine de vaisseau, héros de la bataille d'Aboukir où il trouve la mort.
- Jean-François Bodin (1766-1829) écrivain et historien.
- Henri-Pierre Delaage (1766-1840), Baron de Saint-Cyr, Général français de la Révolution et de l'Empire.
- Claude-Joseph Trouvé (1768-1860), fonctionnaire et diplomate, Président du Tribunat, Préfet de l'Aude (département) et Baron d'Empire.
- Prégent Brillet de Villemorge (1770-1836), Chevalier de Villemorge et Seigneur du Ménil, Député et maire d'Angers.
- Anselme-François-René Papiau de La Verrie (1770-1856), maire d'Angers et Député du Maine-et-Loire.
- Louis Auguste Victor de Ghaisne de Bourmont (1773-1846), Ministre de la Guerre et Maréchal de France.
- Louis-Auguste Evain (1775-1852), Baron, Général d'Artillerie, Ministre de la Guerre du gouvernement belge.
- Pierre-Augustin Béclard (1785-1825), professeur à la faculté de médecine de Paris, célèbre anatomiste français.
- Juliette Colbert, Marquise de Barolo (1785-1864), bienfaitrice et fondatrice des Sœurs de Sainte-Anne de Turin.
- Michel-Eugène Chevreul (1786-1889), célèbre chimiste[1], directeur de la Manufacture des Gobelins.
- Pierre-Jean-David d'Angers dit David d'Angers (1788-1856), célèbre sculpteur et médailleur français[2].

## Époque contemporaine
Pour l'époque contemporaine, les personnalités nées depuis 1790 dans le département de Maine-et-Loire sont placées dans l'article Liste de personnalités nées en Maine-et-Loire.  